# ليزلي أردن
ليزلي أردن هي مؤلفة موسيقية وشاعرة غنائية وكاتبة موسيقى كندية، ولدت في 1957 في بيفرلي هيلز في الولايات المتحدة. اشتهرت بعملها The House of Martin Guerre (كتاب مشترك من تأليف آنا تيريزا كاسيو) من إنتاج ثييتر بلس (1993) ومسرح غودمن شيكاغو (1996) وشركة المسرح الكندية (1997).